# Wapen van Rixensart

Wapen van Rixensart

Het wapen van Rixensart is het gemeentelijke wapen van de Waals-Brabantse gemeente Rixensart. Het wapen werd op 30 juli 1954 aan de gemeente toegekend. Op 15 februari 1978 werd het, na een gemeentelijke fusie, aan de nieuwe gemeente toegekend.

## Geschiedenis
De gemeente Rixensart, in eerste instantie alleen de plaats Rixensart, kreeg in 1954 toestemming om het wapen te gaan gebruiken. Het is gebaseerd op het wapen van de familie Spinola, heren van Rixensart.  Het wapen staat ook in een alliantiewapen in de poort van het kasteel van Rixensart. Het huidige wapen werd op 1 december 1977 toegekend aan de gemeente. 

## Blazoenering
De blazoenering van het wapen uit 1978 luidt als volgt:
D'or à la fasce échiquetée d'argent et de gueules de trois tires, accompagnée en chef d'une épine en forme de fleur de lis gueules, fichée dans la fasce. L'écu sommé d'une couronne à trois fleurons séparés par deux fleurons d'un module inférieur et entouré du collier de la Toison d'Or.

In het Nederlands: Van goud met een zilver en keel geschakeerde dwarsbalk van drie vlakken, in het schildhoofd uit de dwarsbalk komend een doorn van keel vormgegeven als een Franse lelie. Het schild is getopt met een kroon van drie bladeren, gescheiden door twee kleinere bladeren en omgeven door de ketting van het Gulden Vlies.
Het wapen is geheel goud van kleur met in het midden een dwarsbalk van zilveren en rode vlakken. Uit de dwarsbalk komt een rode Franse lelie. De gravenkroon op het schild heeft in plaats van twee parels, twee kleinere bladeren. Om het geheel heen is de ketting van de Orde van het Gulden Vlies geplaatst.

## Overeenkomstige wapens
De volgende wapens hebben op historische gronden overeenkomsten met het wapen van Rixensart:

Wapen van de familie  Spinola
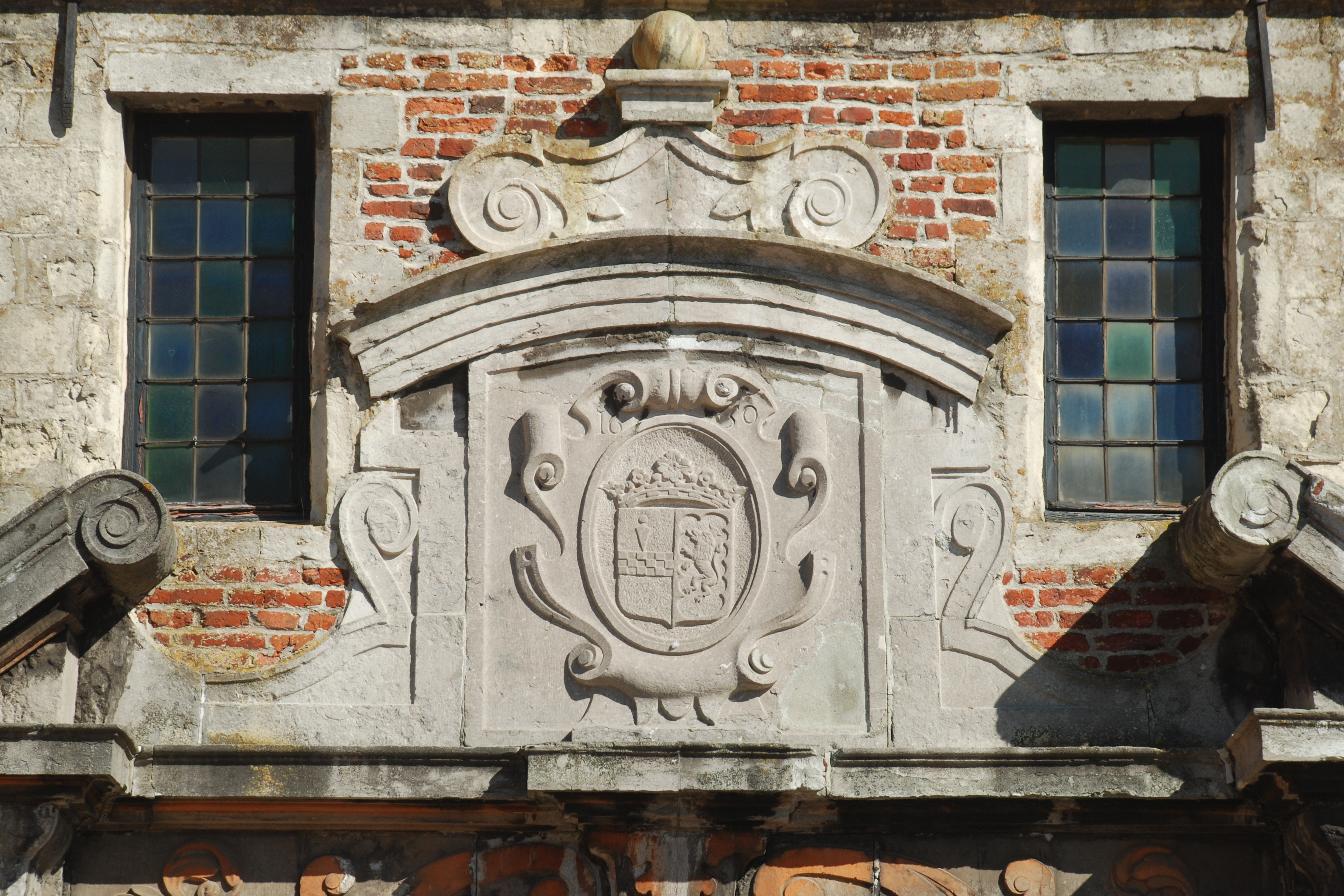
Het alliantiewapen in een poort van kasteel Rixensart